# NGC 6161
NGC 6161 est une galaxie spirale (ou irrégulière ?) relativement éloignée et située dans la constellation d'Hercule. Sa vitesse par rapport au fond diffus cosmologique est de 9 913 ± 16 km/s, ce qui correspond à une distance de Hubble de 146 ± 10 Mpc (∼476 millions d'al). NGC 6161 a été découverte par l'astronome français Édouard Stephan en 1870.